# Virginia Gheorghiu
Virginia Gheorghiu (n. 20 ianuarie 1964) este un om politic român, fost ministru.